# Sínia
|  | Aquest article tracta sobre la sínia d'aigua. Si cerqueu la sínia de fira, vegeu «Roda de fira». |

|  | No s'ha de confondre amb roda hidràulica o Saqiya. |

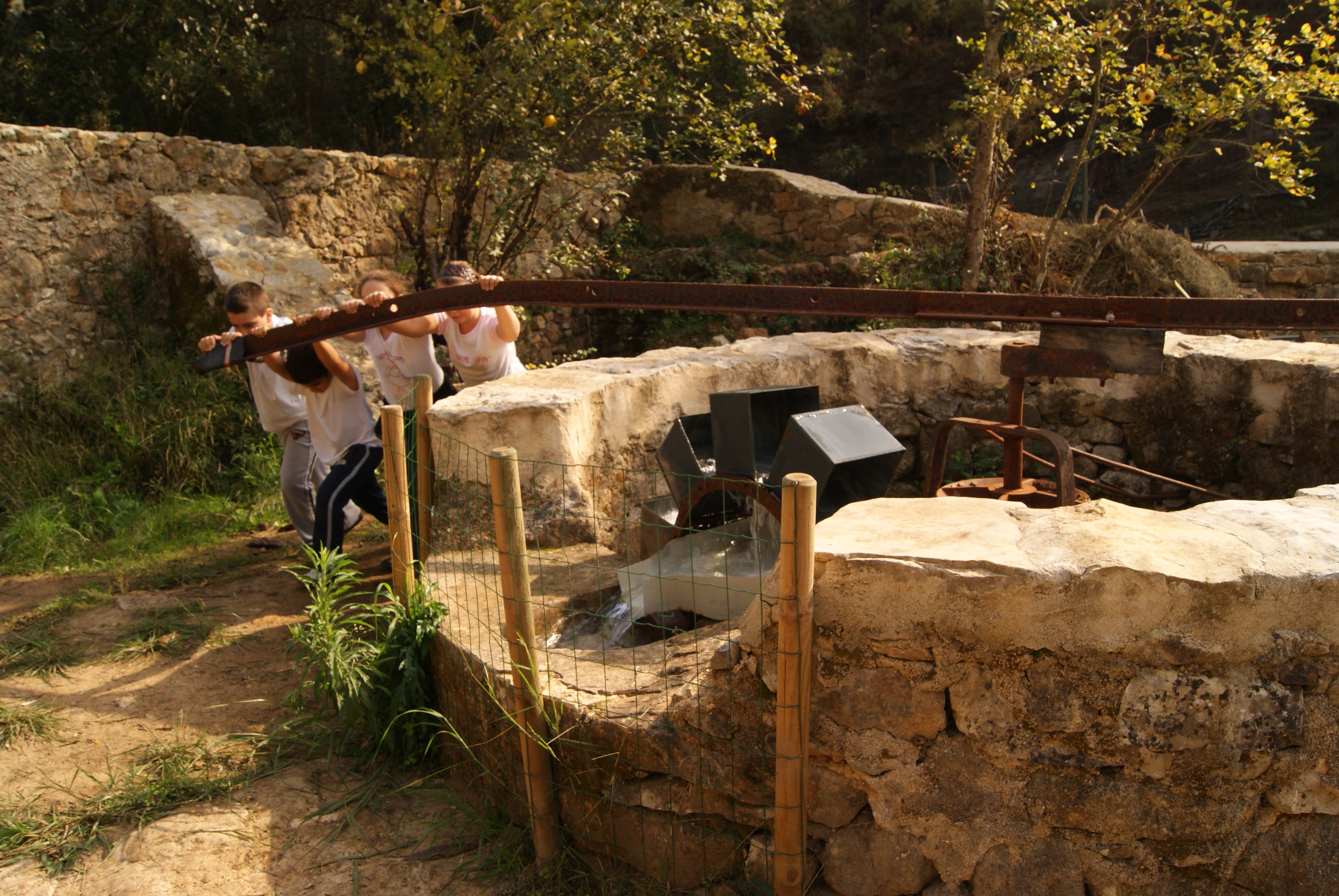
Sínia moguda manualment

Una sínia o sénia és una màquina d'elevar aigua. Consisteix bàsicament en una roda vertical que és accionada per un animal, té planta circular i està situada a una tanca destinada a l' hort. Normalment es feia servir en els regadius tradicionals i per a l'abastiment d'aigua, actualment s'han substituït per bombes i altres procediments.
S'empra en els horts per a l'elevació de l'aigua de pous poc profunds, principalment en llocs baixos i profunds, seguint el principi del rosari hidràulic. El moviment s'aconsegueix generalment utilitzant tracció animal

## Història

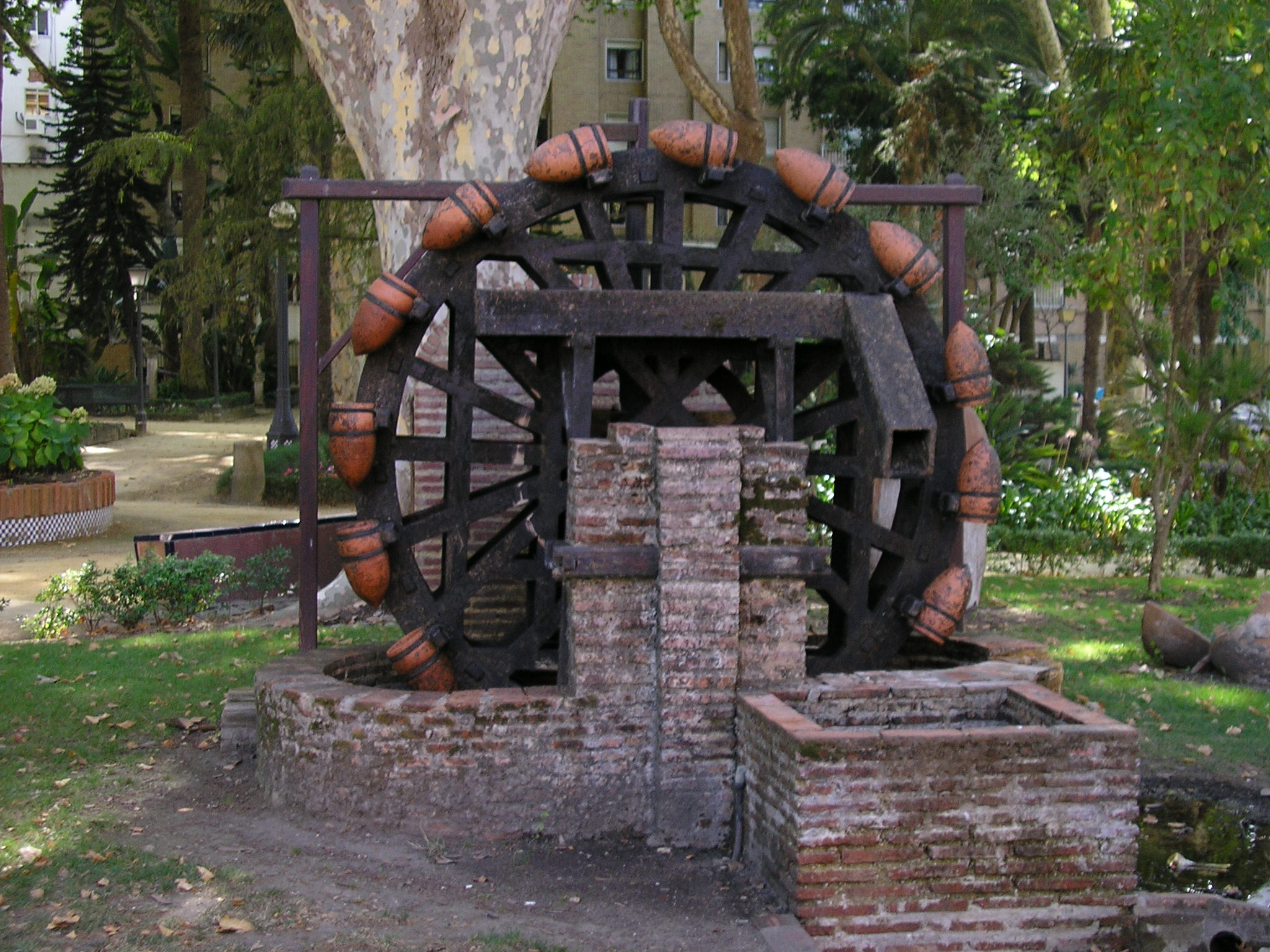
Sínia a un pou d'Algesires, Andalusia.

Les sínies són molt antigues, Lucreci ja les cita l'any 55 aC. Sembla que ja es feien servir al Proper Orient cap a l'any 200 aC, per tant el nom de roda persa és posterior no es pot referir al fet que els àrabs en siguin els inventors, l'origen àrab del nom és degut al fet que la utilitzaren a bastament, fins i tot hi van poder fer algunes millores.
En català, aquesta paraula es troba documentada des de l'any 1054 i deriva de l'àrab sǟniya, que a la vegada deriva de la paraula que en aquest idioma significa molí. En anglès, francès, castellà, itàlia s'anomena noria o en portuguès nora, paraula derivada de l'àrab sirià nā‘urā amb el mateix significat.

### Descripció antiga
El pou és de pedra en sec i els pilars que suporten les rodes es feren amb peces de marès en verd. El tipus de coll s'anomena cintell o mota i és de 9,7 metres de diàmetre, constituït per un mur de pedra calcària adobada i coronat en forma de rasant. El mur del cintell fa 1,27 metres d'alçària. S'hi accedeix per una petita rampa empedrada a la part superior de la mota o caminal. També compten amb una mina per accedir i netejar el pou.

## Tipus

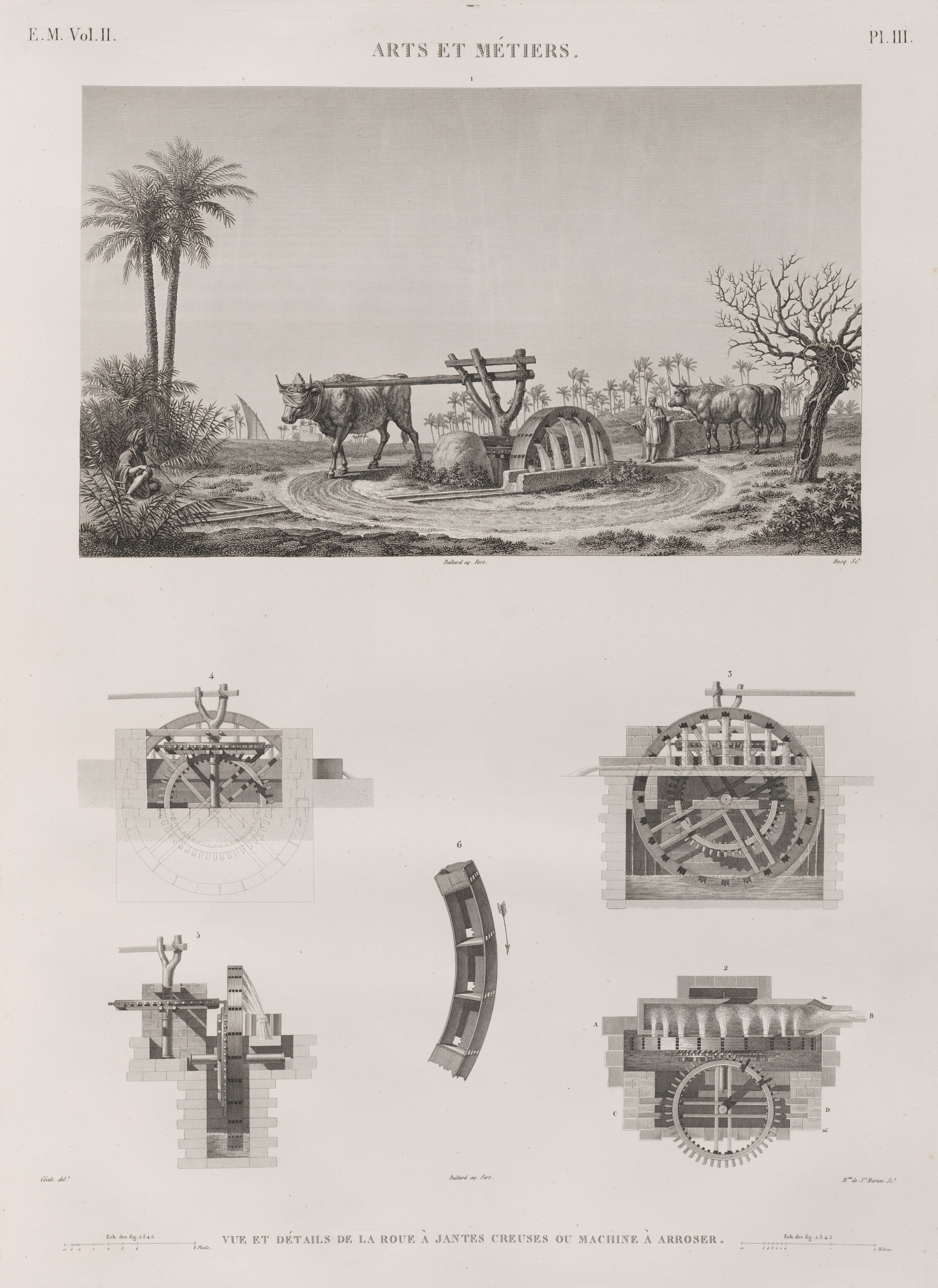
Sínia a Egipte, 1809.

N'hi ha de diversos tipus, el més usual consta generalment de dues grans rodes, una horitzontal, amb un engranatge de llanterna, i una altra de vertical amb dents que engranen amb la primera,.
Quan l'acciona un animal (generalment rucs, mules o bous) aquest dona voltes lligat a l'extrem d'un pal horitzontal solidari amb el seu eix, que engrana amb una altra roda vertical l'extrem inferior de la qual està submergida en l'aigua, proveïda d'uns recipients anomenats «catúfols» en tota la seva llargada, que amb el moviment de la roda, s'omplen d'aigua d'un pou poc profund o d'un contenidor d'aigua, l'eleven i la dipositen en un conducte associat a la sínia que la distribueix al canal de regadiu o un altre tipus de dipòsit. Les sínies de ro que mou una cadena sense fi.
Les sínies de tracció humana -només cal citar el passatge de La Bíblia amb Samsó "lligat com un mul de sínia" -, són de la família de les sínies de tracció animal, que fan servir rucs, mules o bous, en les quals aquests donen voltes lligats a l'extrem d'un pal horitzontal solidari amb el seu eix, que engrana amb l'altra roda vertical que mou una roda o una cadena sense fi, proveïda d'uns «catúfols» en tota la longitud, l'extrem inferior de la qual està submergida en l'aigua. Solen usar-se en llocs on per falta de vent no pot emprar-se aquest agent aplicat a aparells especials.

## Les sínies catalanes
Totes les sínies mogudes per mules i rucs són molt semblants. Els que les fa diferents són els detalls constructius. Una sínia senzilla i ben dissenyada és més fàcil de construir i d'adobar. També és important el rendiment final: l'animal proporciona una potència que suposa una energia al llarg del temps de treball. Part de l'energia que dona el quadrúpede es pert en fregaments i pèrdues hidràuliques. L'objectiu primordial és que la quantitat d'aigua elevada sigui el més gran possible.
Segons testimoni d'un expert francès, les sínies catalanes eren millors que les d'altres contrades.

## Galeria

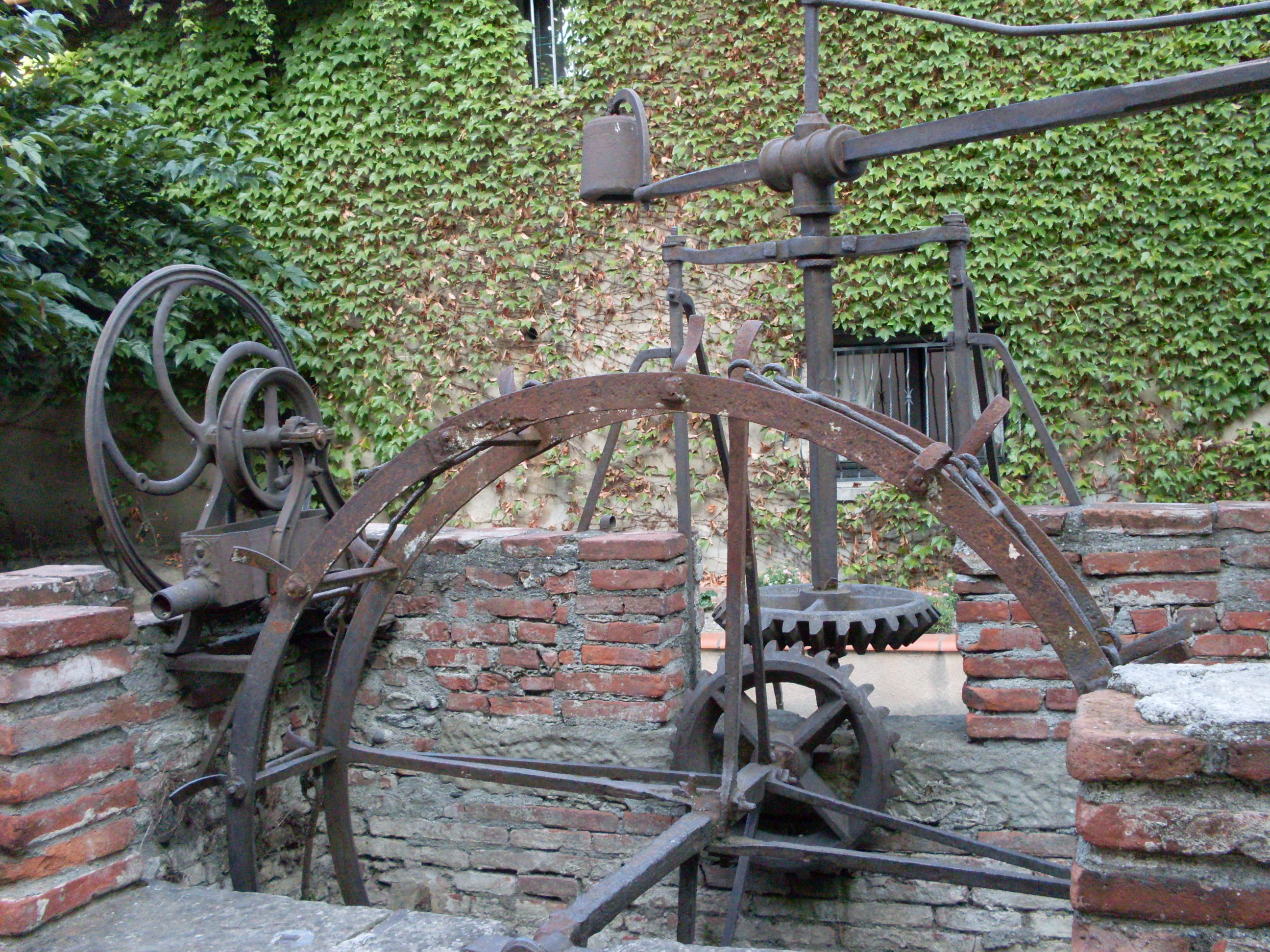
Sínia de Minimes en Toulouse
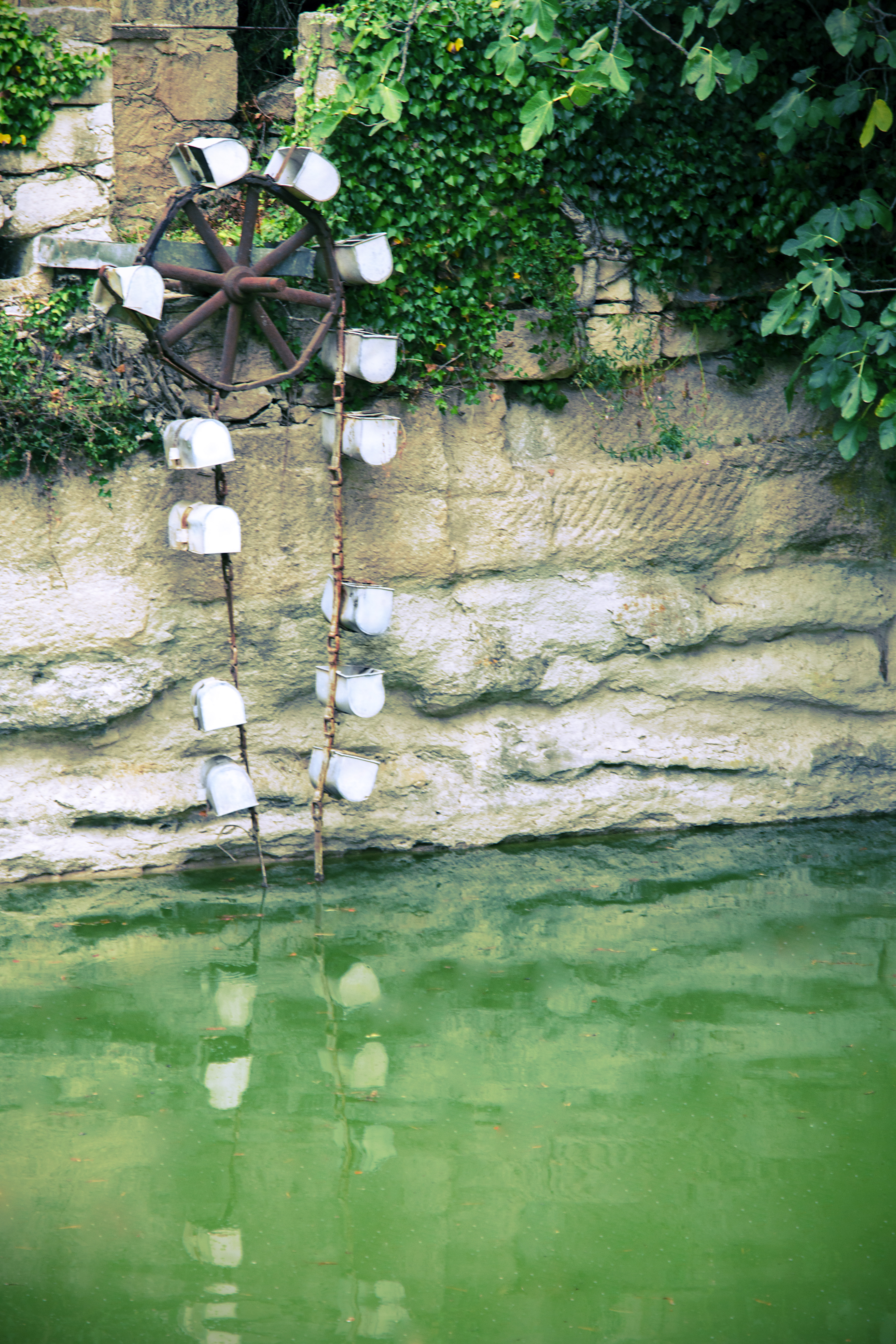
Sínia de rosari
Sínia (noria) en l'escut de Balanegra a Almeria
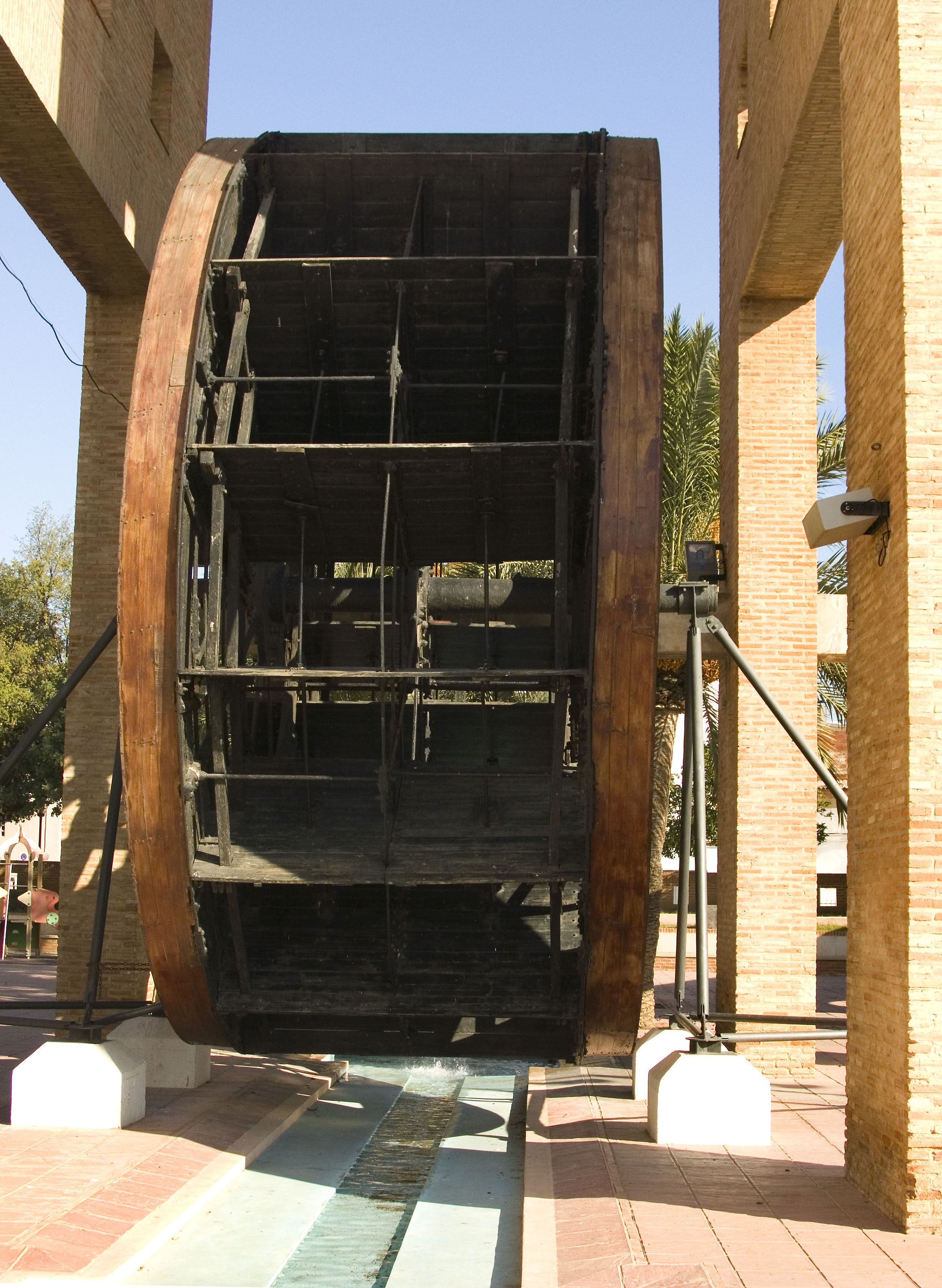
Sénia de la Séquia Reial del Xúquer
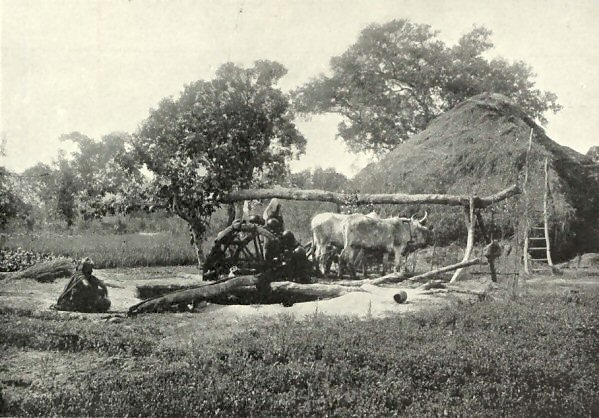
Sínia de tracció animal a Síria

## Art en gravats del s.XIX

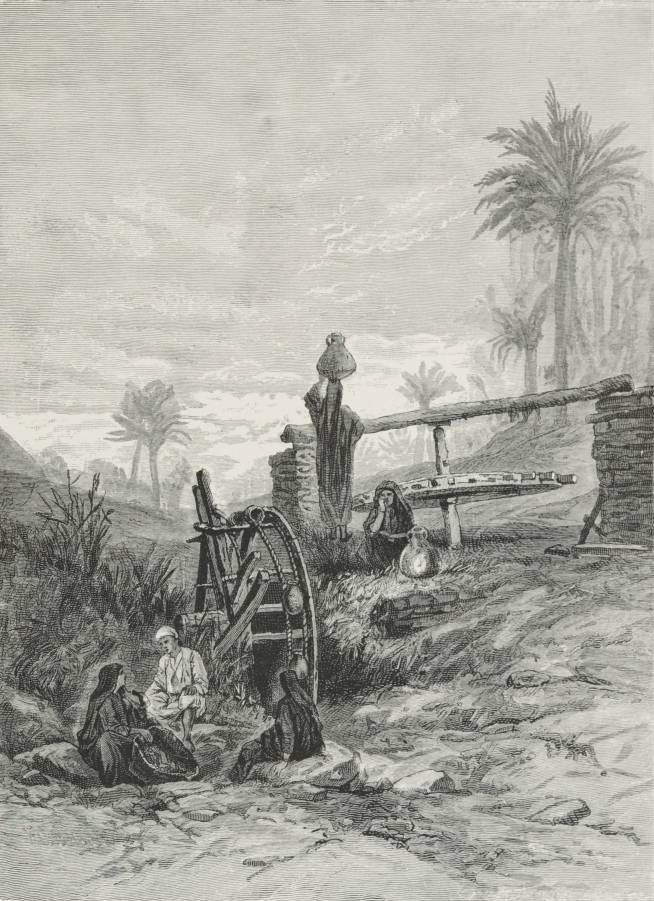
August Ramsthal (1878), en "Egypt: Descriptive, Historical, and Picturesque" de Georg Ebers.
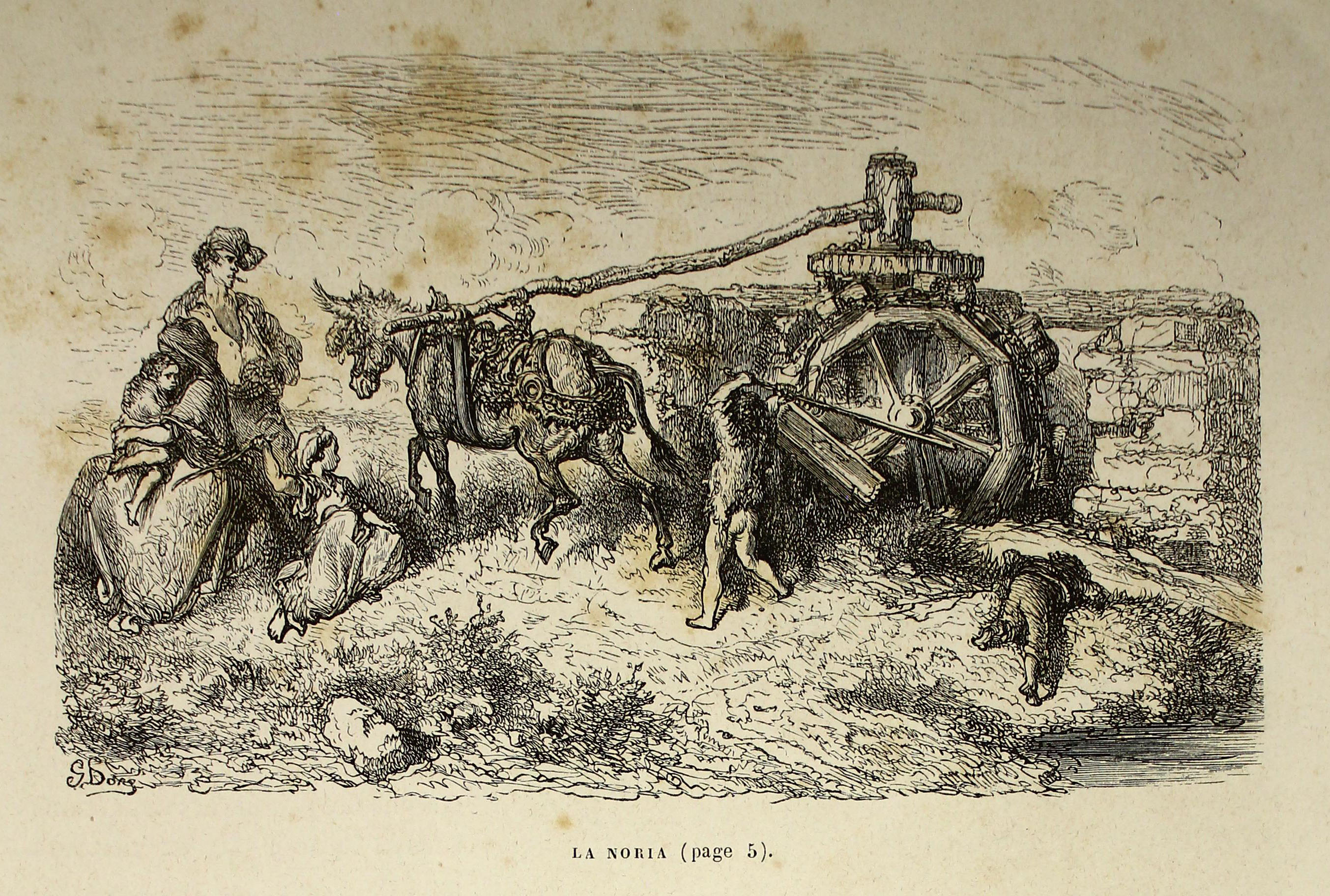
Gustave Doré, en el llibre L'Espagne del Baró Davillier (1874).
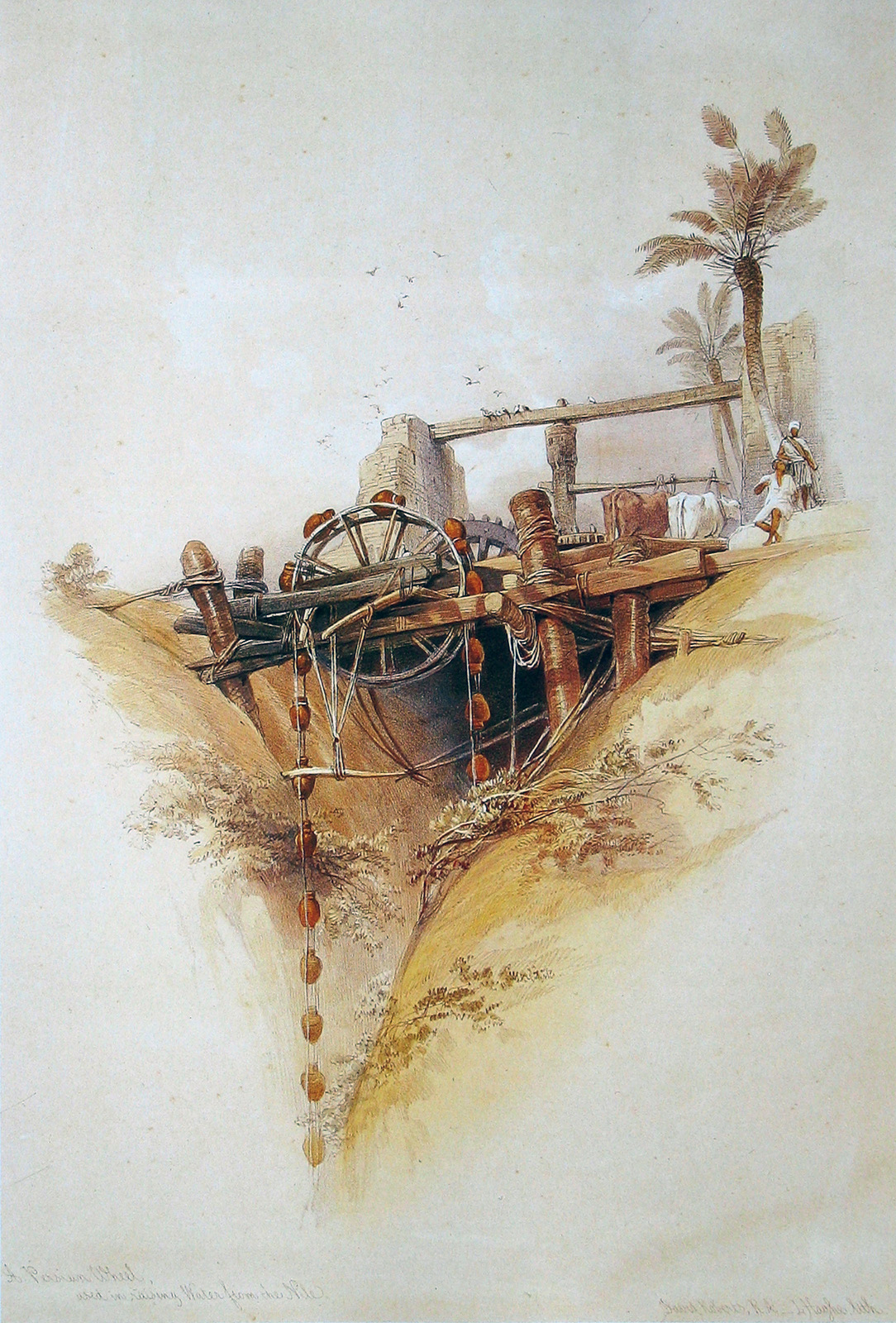
Dibuix de David Roberts de 1838, gravat de Louis Haghe del llibre Egypt & Nubia (1846).
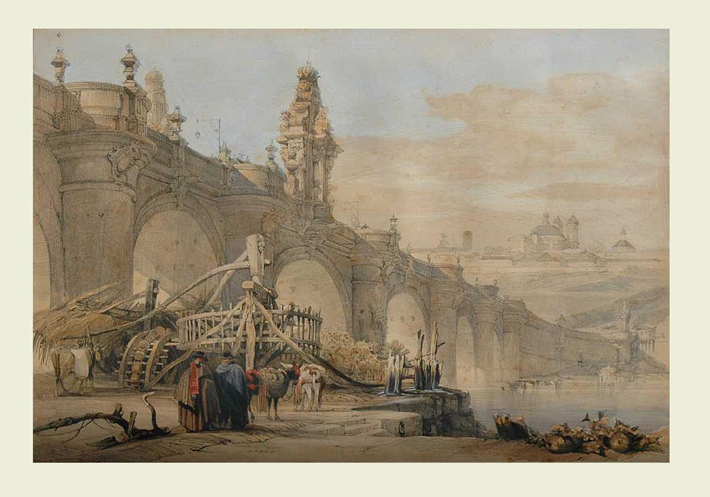
Sínia del molí del Pont de Toledo, a "Spanish Sketches" (1837) de David Roberts.